# 河野克俊
河野 克俊（かわの かつとし、1954年〈昭和29年〉11月28日 - ）は、日本の海上自衛官。第31代海上幕僚長、第5代統合幕僚長。

## 略歴

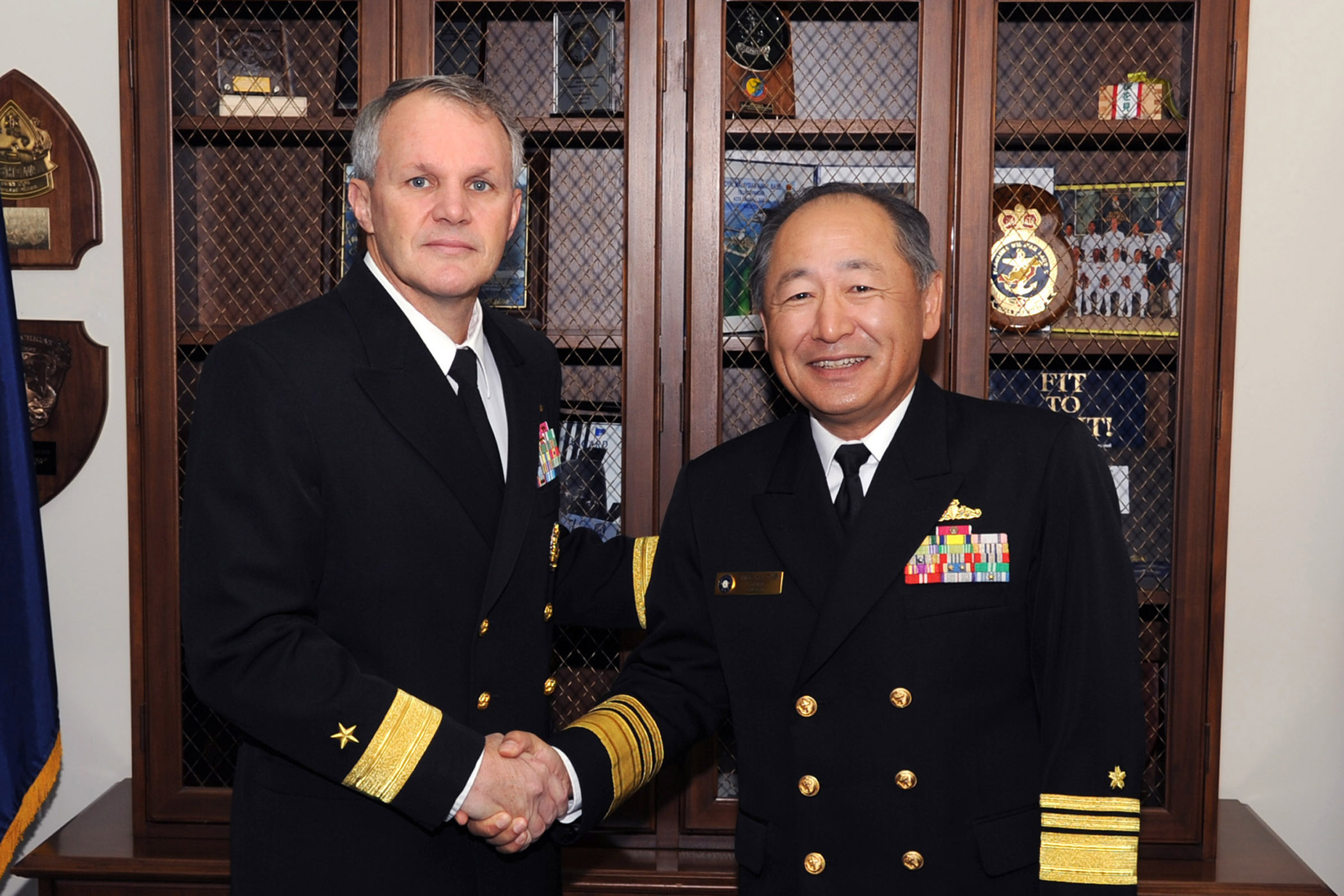
2011年（平成23年）10月13日、横須賀海軍施設にてアメリカ海軍第7潜水艦部隊司令官フィリップ・ソウヤー（向かって左）と

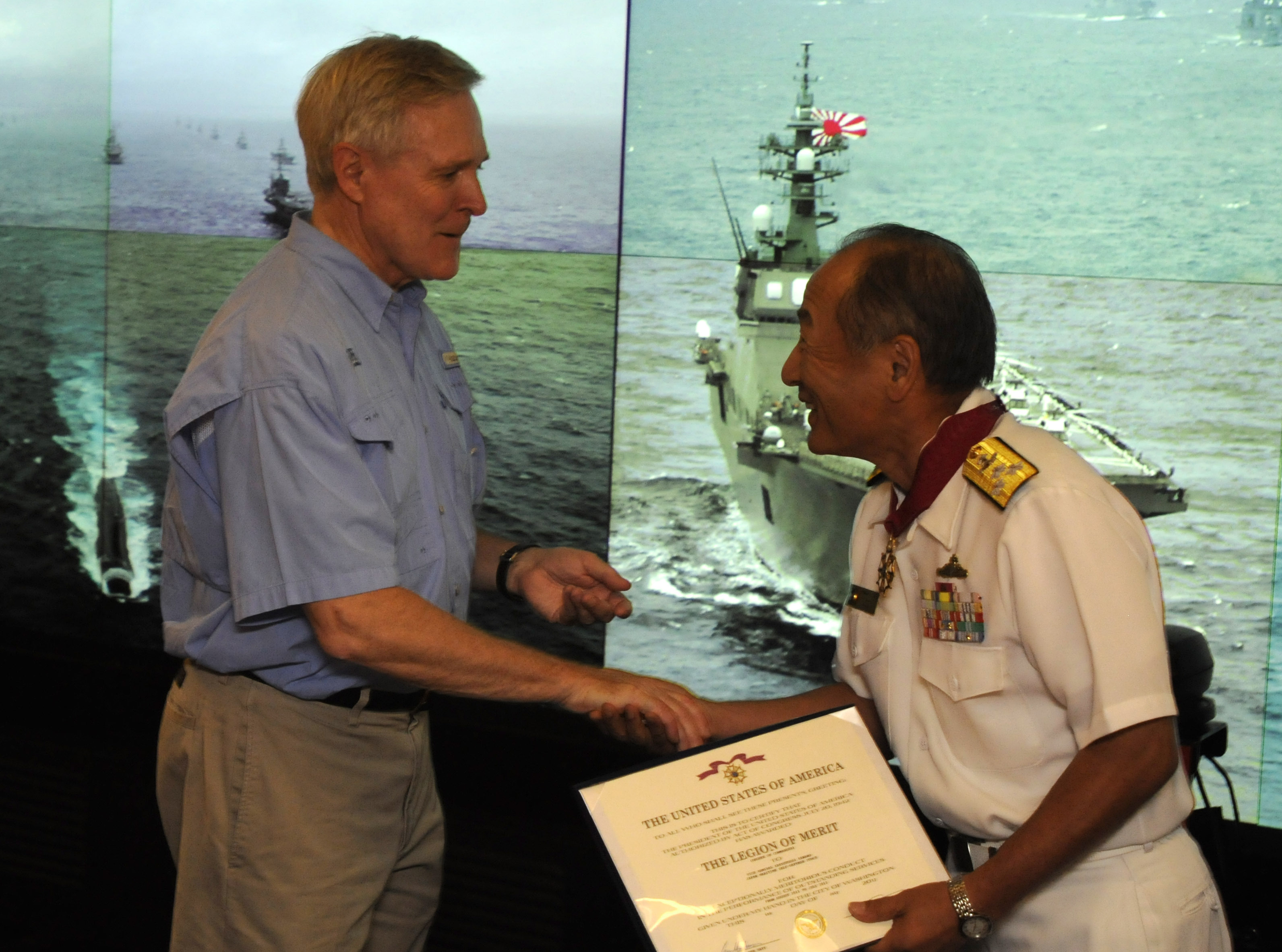
2012年（平成24年）7月16日、ブルー・リッジにてアメリカ合衆国海軍長官レイ・メイバス（左）から勲功章を伝達

### 父・河野克次
父の河野克次（かわの かつじ）は、海軍機関学校（40期）を卒業して海軍機関科将校となり、特殊潜航艇を搭載した伊16潜水艦の機関長として真珠湾攻撃に参加した。
帝国海軍での最終階級は海軍中佐。戦後は復員業務に従事した後、公職追放に遭わずにそのまま海上保安庁で勤務した。1952年（昭和27年）に設置された海上警備隊（海上自衛隊の前身）に移り、1954年（昭和29年）に海上自衛隊が設置されると海上自衛官となり、海上自衛隊第2術科学校長を最後に退官した。海上自衛隊での最終階級は海将補。
河野が自衛官を志して防衛大学校に入校し、さらに海上自衛隊に進んだのは、いずれも父・河野克次の影響が強い。河野は父との関りについて下記のように回想している。

### 少年時代
河野は父が初代・函館基地隊司令を務めている時に北海道函館市で生まれた。3人きょうだいの末っ子で、上に兄が2人いる。父の退官に伴って大阪府茨木市に移り、大阪府立春日丘高等学校3年生であった1972年（昭和47年）秋、父の影響で防衛大学校（防大）を受験するも不合格となり、受験浪人を覚悟していたところ、4月1日に補欠合格を告げる電報が届き、4月4日に防大に着校した。

### 防衛大学校に補欠合格し、海上自衛官へ
既に防大での規律の厳しい生活に馴染み始めていた同期生たちに一歩遅れて防大生となった河野は、当時の心境を「さっそく、大きなハンディを負ったと感じました。」と回想している。実際、河野は、生活態度に問題があると、新入生の生活指導を行う4年生たちから「目を付けられた」。
自信を失いかけていた河野は、自分を鍛え直そうと、とりわけ練習が厳しいことで知られていた防大ラグビー部に入った。また、教官の勧めで、司馬遼太郎『坂の上の雲』を読んで深い感銘を受けた。河野は、同書を読んだことで、自衛官として生きて行く目標を見つけることができたといい、成績も上がった。
1977年（昭和52年）、河野は防大の機械工学科を首席卒業した。海上自衛隊に入隊した河野は、海上自衛隊幹部候補生学校も首席卒業した。

### 海上自衛隊幹部として
幹部自衛官としての主な経歴は護衛艦艦長、防衛・作戦幕僚、護衛隊司令等。
1尉から3佐に昇進する前後の1980年代末の時期に、筑波大学国際関係学系にて大学院研修。
1992年8月10日から1993年8月26日、護衛艦おおよど第2代目の艦長職を務める。
第3護衛隊群司令在任中にインド洋派遣海上支援部隊に第6次派遣部隊指揮官として参加した。
海幕防衛部長時に発生したイージス艦衝突事故の責任を取る形で、2008年（平成20年）3月に掃海隊群司令に異動となるものの、その後、護衛艦隊司令官、統合幕僚副長を経て、2011年（平成23年）8月5日より自衛艦隊司令官。2012年（平成24年）7月20日午前の閣議において、7月26日付をもって第31代・海上幕僚長に任命する旨の人事が了承・発令された。

### 統合幕僚長に就任

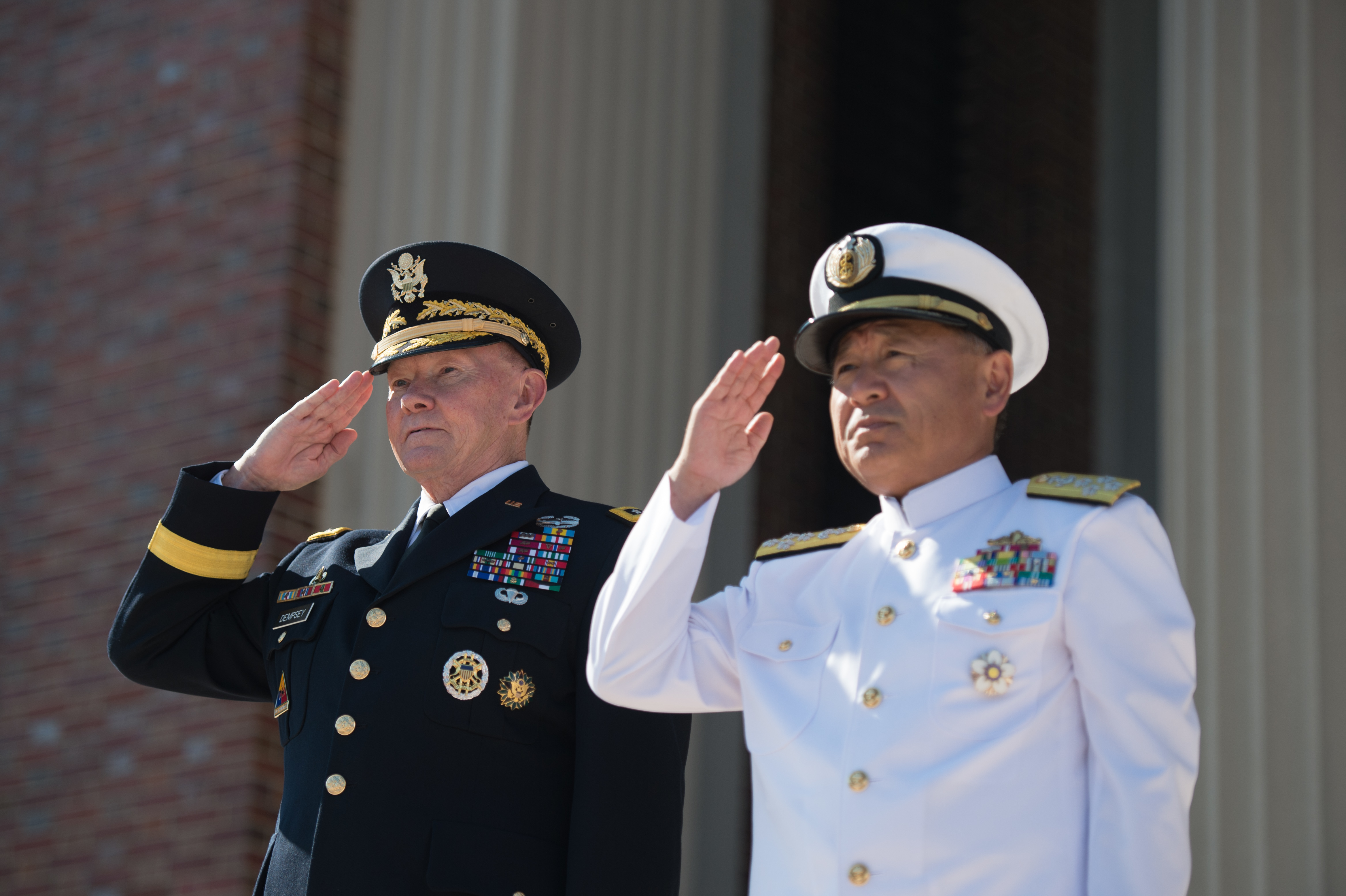
2015年（平成27年）7月16日、レスリー・J・マクネア陸軍基地にてアメリカ合衆国統合参謀本部議長マーティン・デンプシー（左）と

2014年（平成26年）10月14日付で第5代・統合幕僚長に就任した。自身もインド洋派遣部隊指揮官の経験を有し、後述の発言にもあることから米軍主要司令部との強いコネクションを築いていた。自衛隊最高指揮官である安倍晋三内閣総理大臣が最も信頼を置く自衛官とされ、歴代防衛大臣からも厚い信頼を得ていることから、法令（自衛隊法施行令）で定める定年年齢（62歳）を越えた後も3度の定年延長を経て統合幕僚長の地位に留まり、初代統合幕僚会議議長の林敬三に次いで歴代第二位の在職（統合幕僚長としては最長）となった。

## 退官後
統合幕僚長を 2019年（平成31年）4月1日付で退官後、同年8月15日の時点で、日本テレビ客員解説委員に就任している。

## 発言
- 筑波大学大学院研修時に中川八洋教授にゼミ後の懇親会で昇進を伝えた際の言葉は、「僕と泉(三省)くん、7月に3佐になっちゃいました」であった(これは、幹部海上自衛官の大学院研修が陸・空に比し、数年遅いためである)。
- 2014年（平成26年）12月に訪米した際、アメリカ陸軍参謀総長レイモンド・オディエルノに「平和安全法制は来年夏には成立する見込み」と伝えていたことが発覚し（安倍晋三首相が訪米し、連邦議会演説にて「この夏までに成立させます」と述べたのは2015年4月末）、文民統制違反の実例として国会で中谷元・防衛大臣が質される事態に発展した[21]。また河野は国防副長官ロバート・ワーク（英語版）と会談した際に、事故が相次ぎ危険視されているオスプレイについて「不安全性を煽るのは一部の活動家だけだ」と発言した[22]。
- 安倍晋三首相が新聞紙上にて、憲法に自衛隊の存在を明記するべきとしたことに対し、2017年（平成29年）5月23日の講演で質問を受け、「憲法という非常に高度な政治的問題なので、統幕長という立場から申し上げるのは適当ではない」と前置きした上で、「一自衛官として申し上げるならば、自衛隊の根拠規定が憲法に明記されるということであれば、非常にありがたいと思う」と述べた[23]。この発言について、自衛隊法で自衛隊員に高度の政治的中立性が求められていることに抵触するのではないか[24]、あるいは公務員の憲法尊重擁護義務を定めた日本国憲法第99条に抵触するのではないか[24]、といった批判が一部のマスコミや野党からあった[25]。しかし、24日に菅義偉内閣官房長官が河野の発言について「個人の見解として述べたもので、全く問題ない」として、自衛隊法に抵触せず問題ないという見解を示した[26]。これに対し、日本共産党は25日に記者会見を行い、河野の統合幕僚長職からの罷免を求めた[27]。
- 台湾有事と沖縄との関係に言及し、「台湾有事なら沖縄・鹿児島も戦域に。これは軍事的常識」と述べている[28]。(詳細は軍事、地政学観点)

## 年譜
- 1977年（昭和52年）3月：海上自衛隊入隊（1等海曹）
- 1988年（昭和63年）1月：3等海佐
- 1991年（平成03年）7月：2等海佐
- 1992年（平成04年）8月10日：護衛艦「おおよど」艦長
- 1996年（平成08年）1月1日：1等海佐に昇任
- 1997年（平成09年）8月1日：第1護衛隊群司令部幕僚
- 1998年（平成10年）12月8日：海上幕僚監部防衛部防衛課防衛調整官
- 1999年（平成11年）12月10日：第3護衛隊司令
- 2000年（平成12年）6月30日：海上幕僚監部防衛部防衛課長
- 2002年（平成14年）
  - 8月1日：海将補に昇任
  - 12月2日：第3護衛隊群司令
- 2004年（平成16年）3月29日：佐世保地方総監部幕僚長
- 2005年（平成17年）7月28日：海上幕僚監部監理部長（翌年3月、海幕組織改編により総務部長）
- 2006年（平成18年）8月4日：海上幕僚監部防衛部長
- 2008年（平成20年）
  - 3月24日：イージス艦衝突事故やしらね火災事故などの責任を取る形で掃海隊群司令に更迭される
  - 11月7日：田母神俊雄航空幕僚長解任に伴う玉突き人事で海将に昇任、第33代・護衛艦隊司令官に就任[29]
- 2010年（平成22年）7月26日：第5代・統合幕僚副長
- 2011年（平成23年）8月5日：第45代・自衛艦隊司令官
- 2012年（平成24年）7月26日：たちかぜ自衛官いじめ自殺事件処理の不手際に関する責任を問われて退官した杉本正彦の後を受け、第31代・海上幕僚長に就任
- 2014年（平成26年）10月14日：第5代・統合幕僚長に就任
- 2016年（平成28年）11月28日：定年延長（6か月）[30]
- 2017年（平成29年）5月28日：定年延長（1年）[31]
- 2018年（平成30年）5月28日：定年延長（1年）[32]
- 2019年（平成31年）
  - 4月1日：退官[33]
  - 4月25日：防衛省顧問[34]
  - 9月11日：免 防衛省顧問[35]
- 2023年（令和05年）6月5日：公益財団法人水交会理事長に就任[5]

## 著作
- 『統合幕僚長　我がリーダーの心得』ワック、2020年9月。ISBN 9784898314944。
- 兼原信克共著『国難に立ち向かう新国防論』ビジネス社、2022年7月。ISBN 9784828424224
- 門田隆将共著『リーダー　3つの条件』ワック。2023年3月。ISBN 9784898318799

## 栄典
- 2012年（平成24年）7月16日：レジオン・オブ・メリット（レジオヌール）[36]
- 2013年（平成25年）2月26日： アブドルアジーズ・アル・サウド勲章（英語版） (サウジアラビア)[37]
- 2019年（平成31年）2月13日： オーストラリア勲章（オフィサー）[38]
- 2019年（平成31年）3月21日： レジオン・オブ・メリット・コマンダー[39][40]